# Società Sportiva Sutor 2012-2013
Questa voce raccoglie le informazioni riguardanti la Società Sportiva Sutor nelle competizioni ufficiali della stagione 2012-2013.

## Stagione
La stagione 2012-2013 della Società Sportiva Sutor, è la 7ª nel massimo campionato italiano di pallacanestro.
All'inizio della nuova stagione la Lega Basket decise di modificare il regolamento riguardo al numero di giocatori stranieri da schierare contemporaneamente in campo. Si decise così di optare per la scelta della formula con 5 giocatori stranieri senza vincoli.

## Roster
| Sutor Montegranro 2012-13 | Sutor Montegranro 2012-13 |
| Giocatori                 | Staff tecnico             |
| ------------------------- | ------------------------- |

| N. | Naz.                                       | Ruolo | Nome               | Anno | Alt.   | Peso   |  |
| -- | ------------------------------------------ | ----- | ------------------ | ---- | ------ | ------ |  |
| 4  | Stati Uniti (bandiera)                     | P     | Ronald Steele      | 1986 | 187 cm | 79 kg  |  |
| 5  | Italia (bandiera)                          | PG    | Daniele Cinciarini | 1983 | 194 cm | 87 kg  |  |
| 6  | Italia (bandiera)                          | P     | Lorenzo Panzini    | 1990 | 188 cm | 75 kg  |  |
| 7  | Italia (bandiera)                          | A     | Giulio Perini      | 1994 | 198 cm | 90 kg  |  |
| 9  | Stati Uniti (bandiera)                     | A     | Tamar Slay         | 1980 | 204 cm | 104 kg |  |
| 10 | Italia (bandiera)                          | AC    | Giorgio Piunti     | 1990 | 206 cm | 102 kg |  |
| 12 | Italia (bandiera)                          | AC    | Luca Campani       | 1990 | 208 cm | 98 kg  |  |
| 13 | Italia (bandiera)                          | P     | Fabio Di Bella (C) | 1978 | 186 cm | 85 kg  |  |
| 14 | Italia (bandiera)                          | C     | Valerio Mazzola    | 1988 | 205 cm | 96 kg  |  |
| 15 | Canada (bandiera) · Regno Unito (bandiera) | G     | Kyle Johnson       | 1988 | 195 cm | 88 kg  |  |
| 18 | Lettonia (bandiera)                        | AC    | Rolands Freimanis  | 1988 | 210 cm | 106 kg |  |
| 21 | Stati Uniti (bandiera)                     | AC    | Zachary Andrews    | 1985 | 203 cm | 102 kg |  |
| 23 | Stati Uniti (bandiera)                     | AG    | Christian Burns    | 1985 | 203 cm | 109 kg |  |
| 31 | Italia (bandiera)                          | AC    | Valerio Amoroso    | 1980 | 204 cm | 107 kg |  |
| -  | Italia (bandiera)                          | A     | Marco Vallasciani  | 1994 | 195 cm | 78 kg  |  |

| Allenatore |
| - Carlo Recalcati |
| Assistente/i |
| - Emanuele Di Paolantonio - Stefano Vanoncini Legenda - (C) Capitano - (IN) Inattivo - Infortunato Aggiornato al: 17 luglio 2015 |

## Mercato

### Sessione estiva
| Acquisti | Acquisti           | Acquisti         | Acquisti      | Acquisti |
| R.       | Nome               | da               | Modalità      |          |
| -------- | ------------------ | ---------------- | ------------- | -------- |
| A        | Tamar Slay         | Reyer Venezia    | definitivo    |          |
| P        | Ronald Steele      | Tofaş Bursa      | definitivo    |          |
| P        | Lorenzo Panzini    | Basket Ferentino | definitivo    |          |
| PG       | Daniele Cinciarini | Vanoli Cremona   | definitivo    |          |
| AC       | Luca Campani       | Fulgor L. Forlì  | definitivo    |          |
| G        | Kyle Johnson       | APOEL            | definitivo    |          |
| AC       | Rolands Freimanis  | S. Josep Girona  | definitivo    |          |
| AG       | Christian Burns    | Barak Netanya    | definitivo    |          |
| P        | Anthony Maestranzi | Virtus Roma      | fine prestito |          |
| ALL      | Carlo Recalcati    | Pall. Varese     | definitivo    |          |
| ALL      | Stefano Vanoncini  | Barcellona       | definitivo    |          |

| Cessioni | Cessioni           | Cessioni          | Cessioni       |
| R.       | Nome               | a                 | Modalità       |
| -------- | ------------------ | ----------------- | -------------- |
| AC       | Dejan Ivanov       | Lietuvos rytas    | fine contratto |
| PG       | Ivan Zoroski       | Reyer Venezia     | fine contratto |
| G        | Coby Karl          | Idaho Stampede    | fine contratto |
| G        | Jerel McNeal       | Bakersfield Jam   | fine contratto |
| AC       | Sandro Nicević     | Free agent        | fine contratto |
| P        | Anthony Maestranzi | Mens Sana Siena   | fine contratto |
| ALL      | Giorgio Valli      | Scandone Avellino | fine contratto |
| ALL      | Vincenzo Cavazzana | Aquila Trento     | fine contratto |

### Dopo l'inizio della stagione
| Acquisti | Acquisti        | Acquisti            | Acquisti   | Acquisti |
| R.       | Nome            | da                  | Modalità   |          |
| -------- | --------------- | ------------------- | ---------- | -------- |
| AC       | Zach Andrews    | S. Barbara Breakers | definitivo |          |
| AC       | Valerio Amoroso | Free agent          | definitivo |          |

| Cessioni | Cessioni       | Cessioni            | Cessioni                | Cessioni |
| R.       | Nome           | a                   | Modalità                |          |
| -------- | -------------- | ------------------- | ----------------------- | -------- |
| P        | Ronald Steele  | H. Gerusalemme      | rescissione consensuale |          |
| AC       | Zach Andrews   | L.A. D-Fenders      | fine contratto          |          |
| AC       | Giorgio Piunti | Primavera Mirandola | rescissione consensuale |          |